# Calabasas (Kalifornija)
Calabasas je grad u američkoj saveznoj državi Kalifornija. Prema popisu stanovništva iz 2010. u njemu je živjelo 23,058 stanovnika.